# Хоутон (округ)
Хо́утон (англ. Houghton County) — округ в штате Мичиган, США. Официально образован в 1846 году. По состоянию на 2010 год, численность населения составляла 36 628 человек.

## География
По данным Бюро переписи США, общая площадь округа равняется 3 890,184 км2, из которых 2 613,313 км2 суша и 1 274,281 км2 или 33,000 % это водоёмы.

## Население
По данным переписи населения 2010 года в округе проживает 36 628 жителей в составе 14 232 домашних хозяйств и 8 093 семей. Плотность населения составляет 14,00 человек на км2. На территории округа насчитывается 18 635 жилых строений, при плотности застройки около 7,00-ми строений на км2. Расовый состав населения: белые — 94,50 %, афроамериканцы — 2,90 %, коренные американцы (индейцы) — 0,60 %, азиаты — 0,50 %, гавайцы — 0,00 %, представители других рас — 0,20 %, представители двух или более рас — 1,30 %. Испаноязычные составляли 1,10 % населения независимо от расы.
В составе 23,40 % из общего числа домашних хозяйств проживают дети в возрасте до 18 лет, 45,00 % домашних хозяйств представляют собой супружеские пары проживающие вместе, 7,70 % домашних хозяйств представляют собой одиноких женщин без супруга, 43,10 % домашних хозяйств не имеют отношения к семьям, 32,20 % домашних хозяйств состоят из одного человека, 12,60 % домашних хозяйств состоят из престарелых (65 лет и старше), проживающих в одиночестве. Средний размер домашнего хозяйства составляет 2,38 человека, и средний размер семьи 3,01 человека.
Возрастной состав округа: 20,60 % моложе 18 лет, 20,60 % от 18 до 24, 20,30 % от 25 до 44, 23,60 % от 45 до 64 и 15,00 % от 65 и старше. Средний возраст жителя округа 33.1 лет. Гендерный состав населения: 45,9 % женщины и 54,1 % мужчины.
Средний доход на домохозяйство в округе составлял 34 625 USD, на семью — 48 506 USD. Доход на душу населения составлял 18 556 USD. Около 12,60 % семей и 22,80 % общего населения находились ниже черты бедности, в том числе — 21,70 % молодежи (тех, кому ещё не исполнилось 18 лет) и 9,20 % тех, кому было уже больше 65 лет.